# Beryslav
Beryslav (ukrainska: Берислав uttal (fil); ryska: Берислав) är en stad i Cherson oblast i södra Ukraina. Den är administrativt centrum för Beryslav rajon. Beryslav hade 13 031 invånare 2013.